# Bezdan
Bezdan (srbsky Бездан, maďarsky Bezdán) je vesnice nacházející se v severozápadní části Srbska, autonomní oblasti Vojvodina, administrativně spadající pod opštinu Sombor v Západobačském okruhu. V roce 2011 zde žilo 4623 obyvatel, počet obyvatel vsi od roku 1961 postupně klesá. Obyvatelstvo je zde většinově maďarské národnosti (56 %), nejpočetnější národnostní menšinou jsou zde Srbové.
Obec se nachází východně od Velkého bačského kanálu dnes součásti kanálu DTD, v blízkosti Dunaje, ale dále od jeho lužních lesů. Dále se zde nachází muzeum parfémových lahví a dva kostely. U obce stojí také první měřící stanice na Dunaji pro případ měření vysoké vody a údaje z Bezdanu často slouží jako směrodatné v případě, kdy se blíží povodňová vlna po evropském veletoku z Maďarska.
Obcí prochází silnice č. 16, která spojuje Sombor s chorvatským městem Beli Manastir. U Bezdanu se nachází most přes Dunaj, vedoucí právě do Chorvatska. Dále tudy také vede nevyužívaná Železniční trať Sombor – Bački Breg.